# Chodí pešek okolo
Chodí pešek okolo je stará dětská hra, kterou se děti většinou naučí v předškolním věku v mateřské školce. Hru mohou hrát i žáci prvního stupně základních škol. Podstatou hry je obcházet kruh usazených hráčů, klepaje každému na hlavu nebo záda, dokud není jeden z nich vybrán, a ten musí vstát a chytit obcházejícího hráče, jinak se sám stává obcházejícím hráčem.

## Základní podstata

Animované schéma průběhu anglické verze hry Chodí pešek okolo.

Skupina hráčů sedí na zemi v kruhu, čelem dovnitř kruhu a má zavřené oči, zatímco další hráč (pešek) obchází kruh, odříkává rozpočítadlo a až skončí, klepne posledního hráče v kruhu po zádech. Ten hráč musí vstát a chytit peška. Pešek se snaží utéct a posadit se na místo, kde seděl klepnutý hráč. Pokud se to peškovi podaří, klepnutý hráč se stává novým peškem. Pokud ne, pešek pokračuje ve své původní roli.
Možná je také varianta, kdy hráči v kruhu odříkávají: „Chodí Pešek okolo, nedívej se na něho. Kdo se na něj koukne, toho Pešek bouchne. Ať je to ten, nebo ten, praští ho Pešek koštětem,“ a v průběhu toho pešek někoho dle vlastního výběru klepne.
V anglickém prostředí se hra jmenuje Duck duck goose, pešek se nazývá „to“ a hráči jsou „kachny“, bouchnutý hráč je „husa“, případně (v Minnesotě) „šedá kachna“. „To“ obchází kruh, bouchne každého, a sám si zvolí, koho nazve kachnou a koho husou. Hráči nemají zavřené oči.

## Alternativní verze (v anglickém prostředí)

### Sedmikráska v dolíku
Verze, která je popsána v knize Entertaining Made Easy z roku 1919 od Emily Rose Burtové, začíná tak, že děti stojí v kruhu a drží se za ruce, zatímco je obchází trhač květin, který odříkává říkanku „Daisy in the dell, I don't pick you … I do pick you.“

### Kachna, kachna, šedá kachna
„Kachna, kachna, šedá kachna“, je variace, kterou hrají v Minnesotě. Hra se liší tím, že obcházející hráč klepe hráče po hlavě a nazývá je kachnami různých barev (např. modrá kachna, červená kachna, růžová kachna atd., nebo (obvykleji) prostě jen kachna) a najednou někoho nazve „šedá kachna“, nikoli „husa“. V některých oblastních variantách může obcházející hráč měnit směr obchůzky.

### Vroteier
Podobná afrikánská hra se jmenuje „vroteier“, což znamená zkažené vejce. Namísto říkanek a klepání nebo ukazování se používá nějaký token (většinou kapesník), který obcházející hráč upustí vně kruhu na zemi sedících hráčů. Hráči se nesmějí dívat za sebe, smějí ale šátrat rukama. Když sedící hráč zjistí, že za ním leží token, vyskočí a honí obcházejícího hráče. Pokud je obcházející hráč chycen, musí si sednout doprostřed kruhu a bude zkažené vejce (vroteier) a hráč který ho chytil je nový obcházející hráč. Pokud obcházející hráč oběhl celý kruh a podařilo se mu obsadit místo, které uvolnil honicí hráč, sedne si a honicí hráč bude v dalším kole obcházet. Pokud si hráč, za kterým je token, tokenu nevšimne, a obcházející hráč obejde celé kolo, musí si sedící hráč sednout doprostřed a stane se zkaženým vejcem. Obcházející hráč sebere token a pokračuje v obcházení. Hra pokračuje dokud nezbude jen jeden hráč, který není zkažené vejce, nebo (což je častější) se hráči uprostřed kruhu nezačnou nudit a dožadovat se nové hry.